# Свети Никола (Ижище)
Вижте пояснителната страница за други значения на Свети Никола.
„Свети Никола“ (на македонска литературна норма: „Свети Никола“) е средновековна или поствизантийска църква в поречкото село Ижище, Северна Македония. Църквата е част от Бродското архиерейско наместничество на Дебърско-Кичевската епархия на Македонската православна църква – Охридска архиепископия.
Църквата е гробищен храм, разположен североизточно от селото. Изградена е в ХІV век и обновена и изписана в ХVІІ век или направо изградена в 1692 година. Живописта е суха, почти линеарна с бедна палитра. Забележителен е образът на Свети Георги Нови Софийски сред мъчениците.